# Lago dell'Orso
Il Lago Orso (in rumeno: Lacul Ursu) è un lago termale salato situato a Sovata, nel distretto di Mureș, Transilvania, Romania. Nella stessa località sono presenti anche altri laghi termali: il Lago Alunis, il Lago Rosso, il Lago Verde e il Lago Nero.
Il lago salato si è andato formandosi nel 1875 e la sua forma ricorda quella di un orso, da cui prende il suo nome.
Il contenuto di sale sulla superficie è di 100 g / l , mentre nei punti più profondi raggiunge la concentrazione di 220-300 g / l.
A causa del fenomeno eliotermico, l'acqua si riscalda anche fino a 35 °C fino a 2 metri; ma allo strato più caldo del laghetto, sono stati misurati 80 °C. La sua temperatura diminuisce per l'afflusso di acqua dolce e la presenza dei bagnanti. 
L'acqua del lago è stata utilizzata per curare l'infertilità sin dagli inizi del XX secolo, ma è anche indicata per il trattamento delle malattie reumatiche e infiammatorie .

## Storia
Nella posizione attuale del lago, fino al 1875 esisteva pascolo, nel mezzo del quale vi era una buca, scavata nella montagna di sale e in cui confluiva l'acqua proveniente da due torrenti.
Il 27 maggio 1875, alle ore 11 del mattino, due guardiani del sale stavano raccogliendo il fieno, quando arrivò una pioggia torrenziale, che spazzò via tutto il fieno e allagò la depressione completamente, cosicché tuttora il Lago dell'Orso esiste ancora. La massa d'acqua scioglie il sale sottostante, mentre la lunga vita del lago è dovuta anche al fatto che i due torrenti hanno una portata d'acqua molto debole. Il lago è situato su un deposito di sale, che ha una profondità di tre chilometri. In 1000 grammi di acqua ci sono 330 grammi di sale.
Il potenziale del lago fu osservato per la prima volta dal proprietario terriero Illyés Lajos Sófalvi, che fondò ufficialmente la Felső-Szovátát nel 1900. Per questo motivo, il lago fu inizialmente chiamato Lage Illyés. La guida turistica del bagno del 1902 indica la denominazione "Illyés-féle Medve-tavat". Dopo il 1910 venne chiamato semplicemente Lago dell'Orso.

## Caratteristiche termali
| Profondità (m) | Temperatura (°C) | Salinità (%) | Concentrazione salina (g/cm³) |
| -------------- | ---------------- | ------------ | ----------------------------- |
| 0              | 21               | 0            | 1                             |
| 0,42           | 39               | 18           | 1,155                         |
| 0,52           | 45               | 23           | 1,176                         |
| 1,32           | 56               | 24           | 1,188                         |
| 2,82           | 40               | 25           | 1,196                         |
| 5,32           | 30               | 25           | 1,196                         |